# Un 32 août sur terre
Pour plus de détails, voir Fiche technique et Distribution.
Un 32 août sur terre est un film québécois de Denis Villeneuve sorti en 1998. Il s'agit du premier long métrage du réalisateur. Il relate l'histoire de Simone, rescapée d'un accident de voiture, qui part avec son ami Philippe à qui elle demande de faire un enfant dans le désert.

## Synopsis
Après un accident de voiture qui la laisse indemne mais complètement bouleversée, Simone Prévost remet toute sa vie en question. Elle quitte son emploi, annule un voyage qu'elle devait faire en Italie et part à la recherche de Philippe, son meilleur ami à qui elle demande de lui faire un enfant. Ce dernier accepte à la condition que l'enfant soit conçu dans le désert. Ils partent pour le désert de Salt Lake City.

## Fiche technique
Sauf indication contraire, les informations mentionnées dans cette section peuvent être confirmées par les bases de données cinématographiques  présentes dans la section « Liens externes ».
- Titre original français : Un 32 août sur terre
- Réalisation : Denis Villeneuve
- Scénario : Denis Villeneuve
- Musique : Nathalie Boileau, Robert Charlebois, Pierre Desrochers et Jean Leloup
- Photographie : André Turpin
- Montage : Sophie Leblond
- Direction artistique : Jean Babin
- Costumes : Suzanne Harel
- Production : Roger Frappier
- Société de production : Max Films Productions
- Pays de production :  Canada ( Québec)
- Langues originales : français et anglais
- Genre : comédie dramatique
- Durée : 88 minutes
- Dates de sortie :
  - France : 21 mai 1998 (Festival de Cannes) ; 3 mai 2000 (sortie nationale)
  - Canada : 17 septembre 1998 (Festival de Toronto) ; 11 février 1999 (Québec)

## Distribution
Sauf indication contraire, les informations mentionnées dans cette section peuvent être confirmées par les bases de données cinématographiques  présentes dans la section « Liens externes ».
- Pascale Bussières : Simone Prévost
- Alexis Martin : Philippe
- Emmanuel Bilodeau : le meilleur ami de Philippe
- Paule Baillargeon : médecin de l'hôpital
- Joanne Côté : Monica
- Frédéric Desager : Stéphane
- Venelina Ghiaourov : infirmière
- Richard S. Hamilton : conducteur de taxi
- Marc Jeanty : Janvier
- Evelyne Rompré : Juliette
- Ivan Smith : médecin de la clinique
- Serge Thériault : automobiliste

## Distinctions
Sauf indication contraire, les informations mentionnées dans cette section peuvent être confirmées par les bases de données cinématographiques  présentes dans la section « Liens externes ».

### Récompenses
- Festival international du film francophone de Namur 1998 : Bayard d'or du meilleur film
- Festival international des jeunes réalisateurs de Saint-Jean-de-Luz 1998[réf. nécessaire] :
  - Chistera du meilleur film
  - Chistera du meilleur réalisateur

### Sélections
- Festival de Cannes 1998 : sélection Un certain regard